# Yinjia
Yinjia (kinesiska: 尹家乡, 尹家) är en socken i Kina. Den ligger i provinsen Sichuan, i den sydvästra delen av landet, omkring 250 kilometer nordost om provinshuvudstaden Chengdu. Antalet invånare är 7 518. Befolkningen består av 3 897 kvinnor och 3 621 män. Barn under 15 år utgör 21,0 %, vuxna 15-64 år 60 %, och äldre över 65 år 18,0 %.
Genomsnittlig årsnederbörd är 1 410 millimeter. Den regnigaste månaden är juli, med i genomsnitt 291 mm nederbörd, och den torraste är december, med 4 mm nederbörd.